# Cancionero de Uppsala

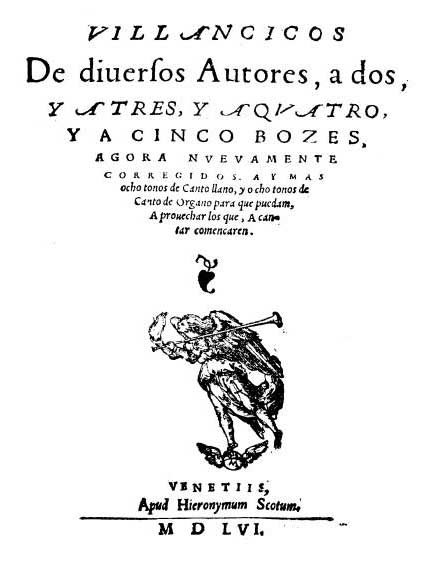
Frontespizio del Cancionero de Uppsala

Il Cancionero de Uppsala, conosciuto anche come Cancionero del Duque de Calabria o Cancionero de Venecia, è una raccolta di composizioni musicali spagnole dell'epoca rinascimentale.

## Il Libro
La raccolta di villancicos che va sotto questo nome fu compilata alla corte di Ferdinando d'Aragona, duca di Calabria, a Valenza nella prima metà del XVI secolo, e fu data alle stampe in molteplici copie nel 1556 a Venezia da Geronimo Scotto, uno dei più famosi stampatori dell'epoca, per cui essa è nota anche come Cancionero del Duque de Calabria o Cancionero de Venecia. L'unica copia oggi esistente è quella rinvenuta nel 1909 nella biblioteca dell'Università di Uppsala in Svezia (da cui il nome più comune), dalla quale procede la prima trascrizione in notazione moderna elaborata dal musicologo Rafael Mitjana.
Nonostante le composizioni siano del tutto anonime, Mitjana ne ha attribuito alcune a famosi autori del tempo come Mateo Flecha, Cristóbal de Morales, ecc.
Dei 54 villancico scritti per due, tre, quattro o cinque voci, di cui il cancionero si compone, 12 sono di tema natalizio. Predomina la lingua castigliana con 48 composizioni, ma ve ne sono altre scritte in catalano e galiziano. Oltre ai villancicos, sono presenti anche esempi di canto gregoriano e di composizioni organistiche.